# Iñaki Perurena Gartziarena
Iñaki Perurena Gartziarena (Leitza, Navarra, 23 de setembre de 1956) és un esportista basc de Navarra especialista en la modalitat d'esport rural basc de harrijasoketa. Ha fet incursions en el terreny cultural com a poeta, escultor, actor i bertsolari. És membre de l'associació cultural Nabarralde i ha publicat articles en defensa de la identitat de Navarra com a eix de la nacionalitat basca.

## Assoliments esportius
Com a aixecador de pedres o harrijasotzaile, és titular del rècord de 1.000 aixecaments d'una pedra de 100 kg. en 1999 de manera contínua en 5 hores i 4 minuts. Amb anterioritat, en 1990, havia batut el rècord en pes en aixecar una pedra de 315 kg. És capaç d'aixecar tres vegades, amb una sola mà, una pedra de 250 kg i d'aixecar quatre vegades, també amb una sola mà, una pedra de 200 kg. Encara que el seu rècord d'aixecament de pedra amb una mà està fixat en 267 kg, pot alçar 320 kg de pedra utilitzant ambdues mans.
Como a reconeixement a la seva carrera professional, fou guardonat amb la Medalla d'Or al Mèrit Esportiu de Navarra.
El seu fill, Inaxio Perurena, també és aixecador de pedres i ha rebut el suport del seu pare.

## Televisió
És conegut pel seu paper en la sèrie d'ETB 1 Goenkale, on interpreta a Imanol. També ha participat en els programes Euskal Herrian Barrina, Herriko Plaza i Piratak.

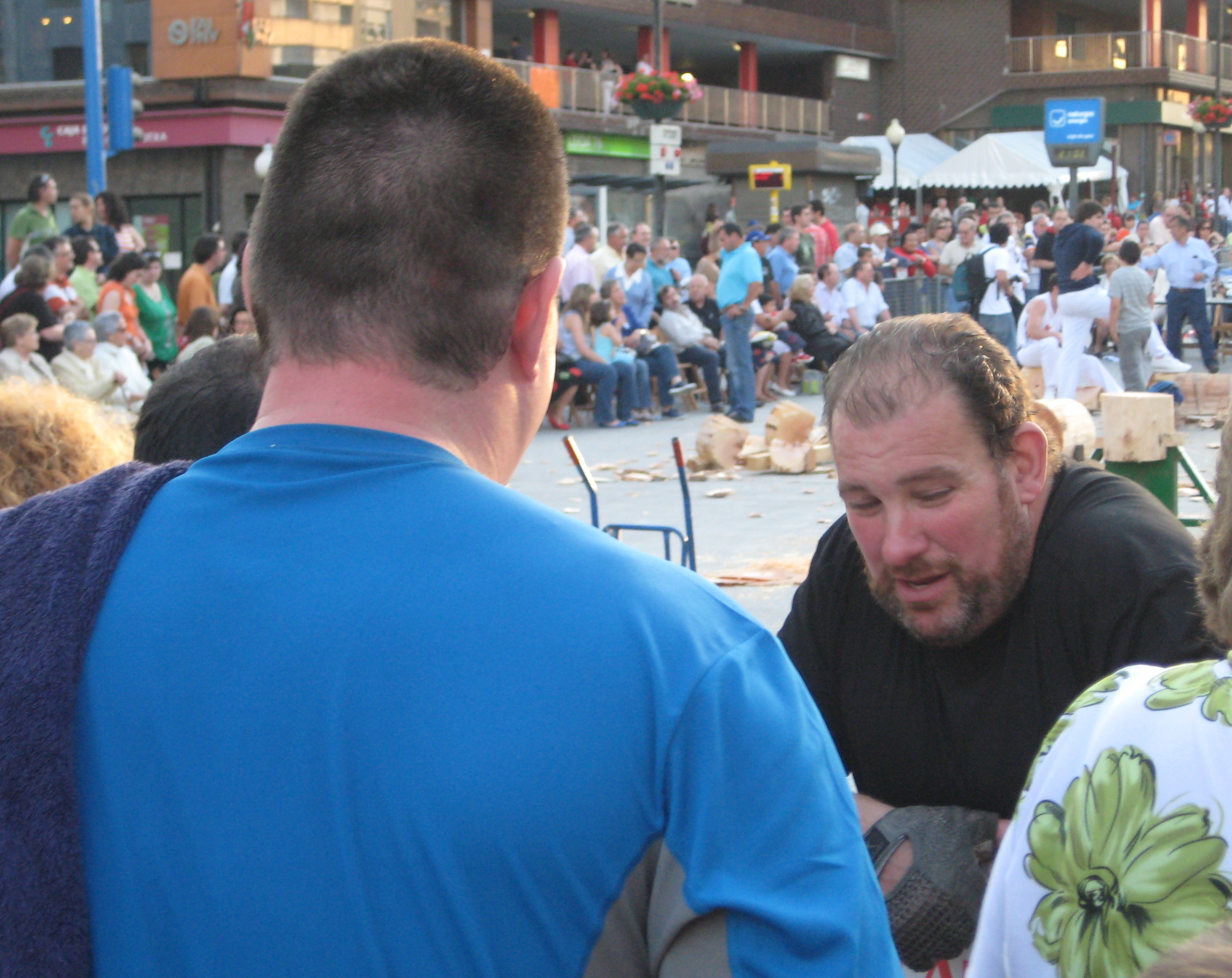
Amb el seu fill Inaxio (d'esquena) en 2008.